# Municipio de Santa Catarina Quioquitani
El municipio de Santa Catarina Quioquitani es uno de los 570 municipios del estado mexicano de Oaxaca. Su cabecera es la localidad de Santa Catarina Quioquitani.

## Geografía
El municipio de Santa Catarina Quioquitani colinda al norte con el municipio de Santa Catalina Quierí; al este con el municipio de San Carlos Yautepec; al sur con el municipio de San Pedro Mixtepec; y al oeste con los municipios de San Juan Mixtepec, San Cristóbal Amatlán y San José Lachiguiri.

## Gobierno
El municipio de Santa Catarina Quioquitani se rige mediante el sistema de usos y costumbres.
| Presidente municipal       | Periodo   |
| -------------------------- | --------- |
| Lorenzo Cañas Alvarado     | 1995-1996 |
| Félix Sumano Pacheco       | 1996-1998 |
| Constantino Ruíz Zurita    | 1999-2001 |
| Justiniano Herrera Méndez  | 2002-2004 |
| Joaquín Cañas Zurita       | 2005-2007 |
| Cirino Fuentes Jiménez     | 2008-2010 |
| Celestino Martínez Sánchez | 2011-2013 |
| Darío Ruíz Zurita          | 2013-2016 |
| Oliverio Rivera Herrera    | 2017-2019 |
| Celerino Jiménez Martínez  | 2020-2022 |
| Sixto Méndez Castillo      | 2023-2025 |